# Robyn Parks
Robyn Parks (ur. 19 lipca 1992 w Waldorf) – amerykańska koszykarka, występująca na pozycjach rzucającej, niskiej lub silnej skrzydłowej, obecnie zawodniczka Famila Wuber Schio, a w okresie letnim Chicago Sky w WNBA. 
15 września 2017 została zawodniczką JAS-FBG Zagłębia Sosnowiec. 5 lutego 2023 zawarła umowę z Chicago Sky. 18 maja 2023 dołączyła do włoskiego Famila Wuber Schio.

## Osiągnięcia
Stan na 3 czerwca 2023, na podstawie, o ile nie zaznaczono inaczej.

### NCAA
- Uczestniczka rozgrywek Sweet 16 turnieju Women's National Invitation Tournament (WNIT – 2012)
- Zaliczona do:
  - I składu:
    - Atlantic 10 (2014)
    - defensywnego Atlantic 10 (2014)

  - II składu Atlantic 10 (2013)
- Liderka strzelczyń konferencji Atlantic 10 (2013 – 18,7)
- II na liście najlepiej przechwytujących Atlantic 10 (2013 – 2,7)

### Klubowe
- Uczestniczka rozgrywek Eurocup (2015/16)

### Indywidualne
(* – nagrody i wyróżnienia przyznane przez portal eurobaket.com)
- Zaliczona do*:
  - I składu zawodniczek zagranicznych ligi włoskiej (2023)[7]
  - II składu ligi włoskiej (2022, 2023)[8][7]
- Liderka sezonu regularnego EBLK w liczbie zdobytych punktów (480 – 2018)[9]